# Експрес (сателити)
Експрес (рус. Экспресс) представља нову генерацију телекомуникационих сателита дизајнираних да повећају капацитет сателитске комуникационе мреже на Земљи. Пројектовање и развој обавио је институт Информациони сателитски системи Решетњев, из Жељезногорска, где се и производе. Ово је серија нехерметичких комуникационих сателита предназначених за геосинхрину орбиту, а према количини корисне апаратуре класификовани су у платформе Експрес 1000, 2000, 4000.

## Историја и развој
13. октобра 1994. године, Русија је лансирала свој први Експрес сателит, (званично именован Экспресс, шифра делатности 11Ф639), који представља нову генерацију свемирских летелица, дизајнираних да повећају капацитет сателитске комуникационе мреже у земљи. Имао је масу од 2,5 тоне, 17 канала и оперативни век од 5-7 година. Нови систем је заменио застареле ХОРИЗОНТ сателите, који су били у употреби од 1979. године. Други сателит ове серије избачен је у орбиту 29. септембра 1996. године.
Током 1990-их, ИСС Решетњев предложио је низ надградњи Експрес летелица са све бољим комуникационим способностима. Експресс-М (Модернизовани) серија је промовисана 1993, међутим, пројекат није могао бити финансиран у освит финансијских проблема у Русији.
У другој половини 1990-их, НПО ПМ (сада ИСС Решетњев) је предложио Експрес-К (Комерцијални) серију сателита, који би се развили паралелно, између 1999. и 2002. године. Постепено би се повећавао распон комуникација, капацитет, снага и оперативни век. Компанија је такође настојала да привуче западне кооперанте, како би обезбедила више поузданих корисника следеће генерације сателита и да би премостила јаз између технологије руских и западних комуникационих сателита.
Сарадња са француском компанијом Аlcatel (сада Тhales-Alenia Space је почела 1995. године. Први сателит нове серије, Експрес-А, имао је 12-Siemens-ових транспондера. Он је изгубљен у неуспешном лансирању 1999, али је замена Експрес-А2 је успешно лансиран 12. марта 2000. године.
Даљи развој довео је до Експрес-АМ серије, која комбинује француске, немачке и јапанске произвођаче, а серијски се производи како у ИСС Решетњев, тако и у EADS Astrium корпорацији. Има оперативни век 12-15 година и у стању је носи 38 канала истовремено, укључујући дигитални ТВ, радио, броадбанд интернет итд. Лансирање Експресс-АМ3 летелица у јуну 2005. године, завршена је модернизација руске телекомуникационе сателитске мреже.
Експрес-АК/АТ је чисто руска аналогична верзија развијена на Експрес 1000/2000 платформи. Експрес 1000 је мањи од верзије 2000, масе је 700 до 1.400 кг, са 10 до 12 транспондера, 2 кВ снаге и оперативног века од 15 година. Сателити на основу Експрес 1000 се често зову и Експрес АК или у навигационој модификацији ГЛОНАСС-К . Друге верзије укључују платформу Експрес 2000, која има масу до 3,2 тоне, до 60 транспондера, снаге 25 кВ и век од 15 година. Сателити који користе ову платформу се означавају са Експресс АТ серије или Експресс АМ30 и АМ40 серије.
Експрес-МД настала је и производи се у конкурентском Космичком научно-производном центру Хруничев. Пуштен је само један сателит у орбиту фебруара 2009. године, док је други изгубљен приликом постављања у орбиту 6. августа 2012. године.

## Сателити
Од 1999. до 2005. године, девет Експрес-А и Експрес-АМ сателита су произведени од стране компаније. Покренути су следећи Експрес сателити:
- 27. октобар 1999. Експрес-А1,
- 12. март 2000. Експресс-А2,
- 24. јун 2000. Експресс-А3,
- 10. јун 2002. Експресс А4,
- 29. децембар 2003. Експресс АМ22,
- 27. април 2004. Експресс АМ11,
- 30. октобар 2004. Експресс АМ1,
- 29. март 2005. Експресс АМ2,
- 24. јун 2005. Експресс АМ3,

Сви они су лансирани са Баиконур космодрома помоћу Протон ракете-носача. Уследили су:
- 28. јануар 2008. Експрес-АМ33
- 11. фебруар 2009. Експрес-АМ44
- 26. децембар 2013. Експрес-АМ5

## Хаварије и инциденти
- 29. марта 2006. године, Експрес-АМ11 је ударио непознати објекат који је га омео. Срећом, инжењери су имали довољно времена у контакту са летелицом да га поново поставе у његову орбиту.[4]
- Експресс-АМ4 је лансиран сателит 17. августа 2011. године, али аномалија са Протон-М / Бриз-М ракетом га оставио у бескорисној орбити.[5] Сателит је намерно потопљен 26. марта 2012. упркос предлозима да га пласирају у орбиту вишег-нагиба, да обезбеди покривеност Антарктика.[6]
- Експресс-МД2 сателит је изгубљен у сличном неуспеху у августу 2012. године, када Бриз-М није успео да стартује мотор трећи пут.
- Експресс АМ4Р је покренут 16. маја 2014. као замена за АМ4, на Протон-М лансеру. Летелица експлодирала после 540 секунди у лету, непосредно пре краја рада мотора треће фазе.[7]